# Synagoge (Opava)

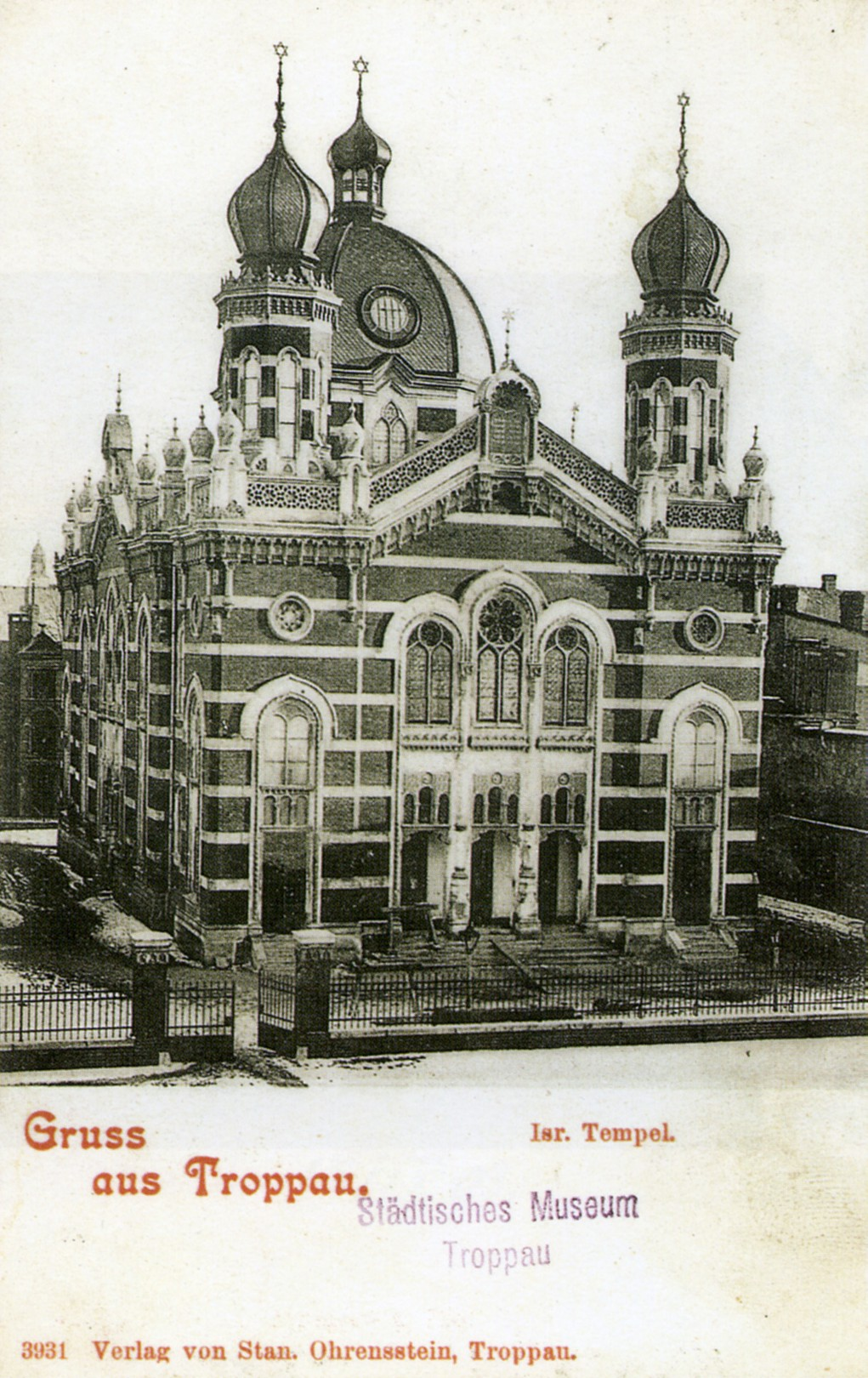
Die Synagoge zu Beginn des 20. Jahrhunderts

Die Synagoge in Opava (dt. Troppau) in Mähren im Nordosten von Tschechien wurde Mitte der 1890er Jahre vom österreichischen Architekten Jakob Gartner erbaut und bei den Novemberpogromen 1938 zerstört.

## Geschichte
Seit Mitte des 18. Jahrhunderts gab es in Troppau eine neuzeitliche jüdische Gemeinde, die nach 1848 stark anwuchs. 1855 wurde ein kleines, älteres Bethaus durch einen Neubau ersetzt, der sich schon bald wieder als zu klein erwies; deshalb ließ die israelitische Gemeinde Mitte der 1890er Jahre eine neue Synagoge errichten. Der Neubau wurde 1895–1896 durchgeführt.
Mit dem Münchner Abkommen kam die Stadt im Oktober 1938 unter deutsche Verwaltung. Nur einen Monat später wurde die Synagoge bei den Novemberpogromen in der Nacht vom 9. auf den 10. November angezündet und die Ruine gleich danach vollständig abgerissen.
Am ehemaligen Standort der Synagoge erinnert heute ein Denkmal an das jüdische Gotteshaus und an die einstige Vorkriegsgemeinde.

## Architektur

### Außengestaltung
Das Gebäude war ein großer, überkuppelter Bau mit einer reich dekorierten gestreiften Fassade. Der Stil war ein Eklektizismus aus maurischen, neoromanischen und byzantinischen Elementen. Das Erscheinungsbild wurde besonders durch die Kuppel in achteckiger Grundform mit aufgesetzter Laterne und Davidstern, das Eckturmpaar an der Nordwestseite sowie die weißen Putzstreifen auf rotem Mauerwerk geprägt. Den orientalisierenden Stil verstärkten 20 Eckpfeiler mit aufgesetzten Zwiebeltürmchen.
Die Synagoge maß 33,00 × 18,20 Meter; sie hatte acht Eingangstüren, wovon sich fünf auf der Nordwestseite befanden. Von dort gelangte man in das Vestibül und weiter in den, den Männern vorbehaltenen, Hauptraum. Die beiden außengelegenen Türen führten zu den Treppen zur Frauenempore.

### Innengestaltung
Der Innenraum bestand aus einem großen Mittelschiff und zwei Seitenschiffe. Er erstreckte sich über zwei Stockwerke. In der Mitte des Saales ragte die Kuppel auf, die von vier Pfeilern gestützt wurde. Neben dem Vestibül befanden sich die symmetrisch angelegten Treppenhäuser zu der Frauengalerie, die an drei Seiten angebracht war.
Der Hauptraum hatte Platz für 204 Sitze (die Frauengalerie bot Platz für 144 Personen). Diese waren in Reihen angeordnet. Durch den Mittelgang hatte man Blick auf den Toraschrein. Vor diesem stand die Bima. Dieses ist in Synagogen des Reformjudentums üblich, während in den Synagogen des Orthodoxen Judentums die Bima sich in der Raummitte befindet.
Der Toraschrein hatte die Form eines kleinen Tempels und wurde an beiden Seiten von je zwei nebeneinanderliegenden Rundsäulen eingerahmt. In der Mitte darüber befanden sich die Gesetzestafeln, die rundherum reich verziert waren. Hinter dem Schrein wurde das Gebäude noch mit einem kleinen Wintertempel in der südlichen Ecke fortgesetzt.